# Неравенство треугольника Ружа
Неравенство треугольника Ружа связывает все попарные множества разностей трёх множеств в произвольной группе.

## Формулировка
Пусть {\displaystyle (G,+)} — группа и {\displaystyle U,V,W\subset G}.
Тогда {\displaystyle |U|\cdot |V-W|\leq |V-U|\cdot |U-W|}, где {\displaystyle A-B=\left\lbrace {a-b:a\in A,b\in B}\right\rbrace }.

### Неравенство треугольника со сложением
Имеется ещё одно неравенство, аналогичное неравенству треугольника Ружи, которое, однако, доказывается сложнее, чем классическое - с использованием неравенства Плюннеке-Ружа, которое само доказывается с испооьзованием классического неравенства Ружи.
{\displaystyle |U|\cdot |V+W|\leq |V+U|\cdot |U+W|}

## Доказательство
Рассмотрим функцию {\displaystyle \varphi :(V-U)\times (U-W)\to (V-W)}, определяемую как {\displaystyle \varphi (x,y)=x+y}.  Тогда для каждого образа {\displaystyle v-w\in V-W} существует не менее {\displaystyle |U|} различных прообразов вида {\displaystyle (v-u,u-w),u\in U}. Это означает, что общее число прообразов не меньше, чем {\displaystyle |V-W||U|}. Значит, {\displaystyle |U||V-W|\leq |V-U||U-W|}

## Аналогия с неравенством треугольника
Рассмотрим функцию, определяющую "расстояние между множествами" в терминах разности Минковского:
{\displaystyle \rho (A,B)=\log {\frac {|A-B|}{\sqrt {|A||B|}}}}
Эта функция не является метрикой, потому что для неё не выполняется равенство {\displaystyle \rho (A,A)=0}, но она, очевидно, симметрична, и из неравенства Ружа напрямую следует неравенство треугольника для неё:
{\displaystyle \rho (V,W)\leq \rho (V,U)+\rho (U,W)}

## Следствия
Подставив {\displaystyle V=W=A,U=B}, получим
{\displaystyle |B|\cdot |A-A|\leq |A-B|^{2}}
{\displaystyle |A-A|\leq \left({\frac {|A-B|}{|B|}}\right)\cdot |A-B|}
{\displaystyle |A-B|\leq K\cdot |B|,K\in {\mathbb {R} }\Rightarrow |A-A|\leq K^{2}\cdot |B|}
Подставив {\displaystyle W=-W'}, получим
{\displaystyle |U|\cdot |V+W'|\leq |V-U|\cdot |U+W'|}
Подставив {\displaystyle U=-U'}, получим
{\displaystyle |U'|\cdot |V-W|\leq |V+U'|\cdot |U'+W|}.